# Zygmunt Kaczanowski
Zygmunt Julian Kaczanowski (ur. 14 lutego 1903 w Wierzbicy, zm. 9 sierpnia 1981) – polski bibliotekarz.

## Życiorys
Uczęszczał do gimnazjów w Żytomierzu i Lublinie. W 1923 podjął studia na Wydziale Prawa Uniwersytetu Warszawskiego, by po dwóch latach przenieść się na Wydział Humanistyczny UW. Od 10 września 1928 do 31 października 1929 był pracownikiem Biblioteki Narodowej w Warszawie. Od 1 listopada 1929 do 31 marca 1932 pracował w Bibliotece Wyższej Szkoły Handlowej w Warszawie. 3 marca 1933 został zatrudniony w Państwowym Zakładzie Higieny jako kierownik Biblioteki Państwowej Szkoły Higieny. W czasie pełnienia obowiązków doprowadził do rozbudowy księgozbioru oraz opracowania katalogów bibliotecznych (alfabetycznego i zrębów przedmiotowego). Funkcję kierownika sprawował także w czasie okupacji niemieckiej, najprawdopodobniej do powstania warszawskiego.
Po zakończeniu II wojny światowej przebywał w Gdańsku, gdzie od września 1945 do czerwca 1946 był pierwszym polskim kierownikiem Biblioteki Akademii Lekarskiej, organizując podstawy jej działania po okresie wojennym.
19 stycznia 1955 roku na wniosek Ministra Kultury i Sztuki został odznaczony Medalem 10-lecia Polski Ludowej.